# أولمبيك ليل
نادي أولمبيك ليل (بالفرنسية: Olympique Lillois) هو نادي كرة قدم فرنسي، تأسس في سنة 1902 لكنه انحل عام 1944 بعدما تقرر دمجه مع نادي فيف الرياضي ليكون فريقاً جديداً وهو نادي ليل الأولمبي الرياضي.
استطاع أن يفوز بالنسخة الأولى من الدوري الفرنسي وكانت في موسم 1932-33.